# 타이포링크
타이포링크는 대한민국에서 웹폰트를 서비스하는 회사다. 본사는 서울특별시 서초구 서초동 1330-8, EWR빌딩에 있다.

## 웹폰트
웹 폰트는 동적 폰트(dynamic font)의 일종으로 볼 수 있다. 동적 폰트는 글꼴이 사용자의 컴퓨터에 설치되어 있지 않아도 볼 수 있거나 사용할 수 있도록 제안된 개념이며, 일반적으로 웹 폰트와 같은 뜻으로 쓰이고 있다.
웹 폰트가 사용된 웹페이지에 접속하면, 웹 브라우저에서 웹폰트를 접속자의 컴퓨터에 자동으로 내려받아 해당 웹페이지를 웹폰트로 보여준다. 따라서 웹폰트의 파일 용량이 크면 클수록 내려 받는 데 시간이 더 걸리게 되고, 실제 웹페이지가 웹 폰트로 대체되어 표시되는 데에 약간의 시간이 걸린다. 웹 폰트를 쓰는 일부 포털에서는 해당 글꼴이 비트맵 방식이면 출력하지 못하는 문제가 발생할 때도 있다.

## 역사
- 2012년 10월 창립[1]
- 2013년 1월 2012 &Award[2] Digital Content 부문 Software Grand prix 수상
- 2013년 5월 '웹폰트 전송방법'에 대한 특허출원[3]
- 2014년 8월 클라우드 환경에 'Amazon Web Service' 도입

## 유사 서비스
- Google Webfont 구글 웹폰트 보관됨 2016-05-13 - 웨이백 머신
- Adobe Edge Webfont 아도비 엣지 웹폰트
- Typolink 타이포링크

## 참고 문헌
1. 효과적인 웹 콘텐츠 표현을 위한 디지털 폰트 디자인[4]
2. 웹표준 핵심가이드북 HTML5+CSS3[5]
3. 온라인 글꼴 비즈니스 모델의 생성과 변화 과정 분석[6]
4. Automatic Detection of Font Size Straight from Run Length Compressed Text Documents[7]
5. Fluid Web Typography[8]